# Ki Sung-yueng
Ki Sung-yueng (coreano: 기성용; Gwangju, 24 de janeiro de 1989) é um futebolista sul-coreano que atua como volante. Atualmente defende o Mallorca.

## Carreira

### Juventude e início no Seoul
Em 2001, Ki foi mandado para a Austrália por seu pai, que acreditava que ele poderia jogar futebol e aprender a falar inglês. Lá, ele defendeu o John Paul College em Brisbane. Ele voltou para a Coreia do Sul em 2006, onde passou a jogar pelo Seoul. Em 2009, passou-se a especular sua transferência para diversos clubes europeus, como PSV Eindhoven, Hamburger SV e Porto.

### Celtic
Em 25 de agosto de 2009, o Celtic revelou interesse pelo jogador e que já havia entrado em contato com o Seoul para uma possível transferência de Ki para o clube de Park Head. No entanto, o empresário do jogador afirmou que um movimento imediato seria improvável, dado o sucesso FC Seoul na liga local e na Liga dos Campeões da AFC. Três dias depois, o clube enviou uma proposta 2,1 milhões de libras. A transferência foi confirmada em 13 de dezembro após ele ter recebido permissão de trabalho.
Ele fez sua estreia pelo time em 16 de janeiro de 2010 no empate de 1 a 1 contra o Falkirk e marcou seu primeiro gol contra o St. Mirren em 22 de agosto do mesmo ano, num jogo onde sua equipe venceu por 4 a 0. Após boas atuações, ganhou o prêmio de Jovem Jogador do Mês do Campeonato Escocês de Futebol em outubro de 2010. Ele se consolidou como jogador titular e marcou seu segundo gol na temporada no empate em dois gols contra o Inverness Caledonian. Na final da Copa da Escócia 2010-11, ele marcou o primeiro gol dos três de sua equipe e ganhou o prêmio de Jogador da Partida.
Ele começou a temporada 2011–12 marcando um o segundo gol contra o Hibernian na vitória por 2 a 0. Pela atuação nesse jogo, ele impressionou bastante o técnico Neil Lennon, que o elogiou bastante. Ki voltou a marcar na vitória de 5 a 1 contra o Dundee e sua atuação despertou o interesse do Blackburn Rovers, Tottenham e alguns clube do Campeonato Russo de Futebol. Durante a sua estreia em uma competição continental, logo aos três minutos de jogo ele bateu e converteu um pênalti contra a Udinese na Liga Europa, num jogo que terminaria com o empate do clube italiano. Ao longo da temporada, marcou sete gols e deu seis assistências, sendo um jogador importante para o Celtic na conquista do título escocês. Devido ao seu bom desempenho em sua equipe e pela Coreia do Sul, diversos clubes, como QPR, Liverpool, Aston Villa, Deportivo de La Coruña, Rubin Kazan e alguns times da Bundesliga.

### Swansea City
Em 24 de agosto de 2012, ele assinou um contrato de três anos com o clube galês Swansea City por aproximadamente 6 milhões de libras. Sua estreia ocorreu em 28 de agosto de 2012, quando jogou como titular, na vitória por 3 a 1 de sua equipe contra o Barnsley, sendo substituído ao 76 minutos de jogo. Em 24 de fevereiro de 2013, foi campeão com da Copa da Liga Inglesa diante do Bradford, atuando como zagueiro ao invés de sua posição habitual, na partida que terminou em 5 a 0 a favor de seu clube.

## Seleção nacional

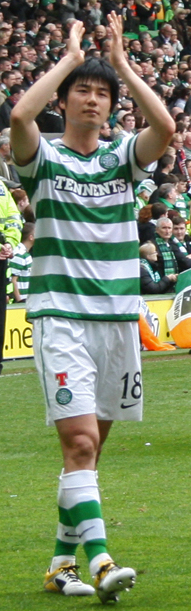
Ki Sung-Yeung jogando pelo Celtic.

Por sua seleção nacional, Ki disputou o Campeonato Mundial de Futebol Sub-20 de 2007 e defendeu a seleção sub-23. Sua estreia na seleção principal foi em 7 de junho de 2008 contra o Jordão durante as Eliminatórias da Copa do Mundo FIFA de 2010. Em 1º de junho de 2010, Ki foi um dos 23 escolhidos para defender a Seleção Sul-Coreana de Futebol na Copa do Mundo. Ele fez sua estreia em 12 de junho contra a Grécia e disputou outras três partidas, dando duas assistências e ajudando seu país a chegar as oitavas de final, onde a Coreia do Sul foi eliminada diante o Uruguai. Ele atualmente é o capitão da sua seleção.

## Prêmios

### Clube
Seoul
- Copa da Liga Sul-Coreana de Futebol (1): 2006

Celtic
- Copa da Escócia (1):
- Campeonato Escocês de Futebol (1): 2011–12

Swansea City A.F.C
- Copa da Liga Inglesa (1): 2012–13

### Seleção
Coreia do Sul Sub-23
- Jogos Olímpicos
  - Bronze: 2012

### Individuais
- K-League Best XI: 2008, 2009
- Jovem Jogador Asiático do Ano: 2009
- Jovem Jogador do Mês do Campeonato Escocês: Outubro de 2010–11

### Estilo de Jogo
Ele joga como volante tendo como principais características: precisão nos passes, e chutes de longa e media distância. Esse estilo de jogo é bem semelhante com a do croata Luka Modric, também seu estilo é parecido com de Steven Gerrard pela precisão nos chutes de fora da área.

## Vida pessoal
Ki gosta de manter contato com outros jogadores de futebol sul-coreanos usando o Twitter. Ele é uma amigo próximo de Koo Ja-Cheol e Lee Chung-Yong.